# Chalgrave
Chalgrave est une paroisse civile du Central Bedfordshire, en Angleterre.